# Fernando Morán
Fernando Morán López,  né le 25 mars 1926 à Avilés et mort le 19 février 2020 à Madrid, est un diplomate, écrivain et homme politique espagnol du Parti socialiste ouvrier espagnol (PSOE).

## Biographie
Licencié en droit et en sciences économiques de l'université Complutense de Madrid, Fernando Morán poursuit ses études en France et en Grande-Bretagne, puis intègre l'École diplomatique du ministère des Affaires étrangères en 1952.
En tant que diplomate, il fut envoyé notamment à Buenos Aires, Lisbonne et Londres. De 1968 à 1973, il occupa diverses fonctions au sein du ministère des Affaires étrangères, et fut membre de la délégation espagnole à l'ONU à quatre reprises.
En 1973, il est nommé consul général d'Espagne à Londres sous les ordres de Manuel Fraga, ambassadeur d'Espagne auprès du Royaume-Uni.
Après son passage en politique, Fernando Morán López est, entre autres, membre du Club de Rome et de l'institution culturelle Ateneo de Madrid.
Par ailleurs, il est l'oncle par alliance de Mercedes Cabrera, ministre de l'Éducation du 7 avril 2006 au 7 avril 2009.

### Vie politique

#### Débuts
Fernando Morán s'engage à gauche dès 1954 en rejoignant Enrique Tierno Galván et ceux qui formeront par la suite le Parti socialiste populaire. Il fera d'ailleurs partie de l'équipe qui négociera le ralliement de ce parti au Parti socialiste ouvrier espagnol (PSOE) de Felipe González à la fin des années 1970. Il a également été membre du gouvernement régional provisoire des Asturies.
Élu sénateur pour les Asturies le 17 mai 1978, réélu le 1er mars 1979, il devient député pour Jaén lors des législatives du 28 octobre 1982, largement remportées par les socialistes.

#### Ministre des Affaires étrangères
Le 3 décembre 1982, Fernando Morán est nommé ministre des Affaires étrangères du premier gouvernement de Felipe González. À ce poste, il acheva les négociations d'adhésion de l'Espagne à l'Union européenne, ouvrit, le 5 février 1985, la barrière qui empêchait l'accès à l'enclave britannique de Gibraltar, et initia les contacts avec les États-Unis dans le but de réduire la présence militaire américaine sur le territoire espagnol.
Le 5 juillet 1985, il est remplacé par Francisco Fernández Ordóñez et quitte le gouvernement, en raison de ses doutes sur l'étendue de la participation espagnole à l'OTAN. Peu après, le 6 novembre, il est nommé ambassadeur d'Espagne aux Nations unies.

#### Député européen
Tête de liste socialiste lors des élections européennes (spécialement organisées pour l'Espagne et le Portugal) du 10 juin 1987, Fernando Morán est élu au Parlement européen et se voit réélu aux scrutins de 1989 et 1994.
Cinq ans plus tard, il dirige la liste du PSOE pour les élections municipales à Madrid. Il obtient 20 conseillers municipaux et est battu par le maire sortant, du Parti populaire, José María Álvarez del Manzano.

### Mort
Fernando Morán meurt à Madrid le 19 février 2020 à l'âge de 93 ans.

## Publications
En espagnol :
- También se muere el mar, 1958.
- El profeta, 1961.
- José Giménez, promotor de ideas, 1963.
- Nación y alineación en la literatura negro-africana, 1961.
- El nuevo Reino, 1967.
- Revolución y tradición en África negra, 1971.
- Novela y semidesarrollo, 1971.
- Explicación de una limitación, 1971.
- La destrucción del lenguaje y otros ensayos, 1982.
- Una política exterior para España, 1982.
- España en su sitio, 1990.
- Los tiempos muertos y otras anotaciones, 1990.